# Бородавкин, Василий Константинович
Василий Константинович Бородавкин (16 января 1904 года, Петропавловск, ныне Северо-Казахстанская область, Казахстан — неизвестно) — советский военный деятель, Полковник (1943 год).

## Начальная биография
Василий Константинович Бородавкин родился 16 января 1904 года в Петропавловске ныне Северо-Казахстанской области Казахстана.

## Военная служба

### Довоенное время
В октябре 1923 года был призван в ряды РККА, после чего был направлен на учёбу в Киевскую пехотную школу, после окончания которой в октябре 1926 года был назначен на должность командира взвода в составе 67-го стрелкового полка (23-я стрелковая дивизия, Украинский военный округ).
В 1927 году Василий Константинович Бородавкин вступил в ряды ВКП(б).
В ноябре 1928 года был направлен на учёбу на Ленинградские броневые командные курсы переподготовки, после окончания которых с сентября 1929 года служил во 2-м танковом полку (Ленинградский военный округ) на должностях командира взвода и роты. В октябре 1930 года был направлен на учёбу на Ленинградские бронетанковые курсы усовершенствования командного состава, после окончания которых остался на этих курсах, где исполнял должности инструктора высшего оклада и командира-руководителя технического цикла.
В 1935 году Бородавкин закончил три курса Ленинградского автодорожного института.
В июне 1936 года был переведён в 31-ю стрелковую дивизию (Северо-Кавказский военный округ) на должность помощника командира отдельного танкового батальона по технической части, а в мае 1938 года — на должность командира отдельной танковой роты этой же дивизии, находясь на которой, с ноября 1939 по март 1940 года Бородавкин в составе 13-й армии принимал участие в ходе советско-финской войны на Карельском перешейке. После окончания боевых действий в марте 1940 года был назначен на должность начальника отделения эксплуатации и ремонта отдела Автобронетанковой службы 13-й армии, в июне того же года — на должность командира танкового батальона 5-й легкой танковой бригады, а в мае 1941 года — на должность заместителя командира 102-го танкового полка (51-я танковая дивизия, Орловский военный округ). Тогда же закончил три курса заочного факультета Военной академии механизации и моторизации РККА.

### Великая Отечественная война
С началом войны подполковник Бородавкин был назначен на должность командира 211-го танкового полка (105-я танковая дивизия, 24-я армия, Западный фронт). Во время Смоленского сражения участвовал в ходе тяжёлых оборонительных боевых действий под Витебском, а затем в районе Вязьмы.
 В сентябре 1941 назначен на должность командира 146-го танкового полка 146-й танковой бригады. В октябре был назначен на должность командира 24-го танкового полка (24-я танковая бригада, 43-я армия, Западный фронт — ранее 146 танковая бригада 1 формирования), после чего принимал участие в ходе обороны Москвы. 24-я танковая бригада в октябре-ноябре вела бои на Нарском рубеже под Подольском и на Рогачёвском направлениях. 28 ноября 1941 года был тяжело ранен в бою на Рогачёвском направлении и госпитализирован.
В феврале 1942 года Бородавкин был назначен на должность заместителя командира 26-й танковой бригады, в августе — на должность командира 148-й танковой бригады, в феврале 1943 года — на должность командира 89-й танковой бригады, в мае — на должность заместителя командира, а в июле — на должность командира 24-й танковой бригады. В составе 5-го танкового корпуса (Западный фронт) бригада принимала участие в боевых действиях севернее Орла во время Курской битвы. За участие в этих боях Василий Константинович Бородавкин был награждён орденом Отечественной войны 1 степени.
В декабре бригада в составе 1-го Прибалтийского фронта принимала участие в ходе Городокской наступательной операции. За боевые действия по уничтожению езериноенской группировки противника Василий Константинович Бородавкин был награждён орденом Александра Невского. Летом 1944 года бригада принимала участие в ходе освобождения Белоруссии.
В сентябре 1944 года был назначен на должность командира 70-й танковой бригады (5-й танковый корпус, 2-й Прибалтийский фронт), которая принимала участие в ходе Рижской наступательной операции. За отличия в боевых действиях при освобождении Риги бригада под командованием В. К. Бородавкина получила почётное наименование «Рижская».
С 30 октября по 12 декабря 1944 года полковник Бородавкин исполнял должность командира 5-го танкового корпуса. 14 декабря был назначен на должность командира 78-й танковой бригады (10-я гвардейская армия, 2-й Прибалтийский фронт), которая принимала участие в ходе блокады группировки противника на Курляндском полуострове.
25 февраля 1945 года полковник Василий Константинович Бородавкин был ранен, после чего проходил лечение в госпитале и в сентябре того же года вышел в запас.

## Награды
- Два ордена Красного Знамени (23.11.1941, 03.11.1944);
- Орден Кутузова 2 степени (17.10.1944);
- Орден Александра Невского (13.02.1944);
- Орден Отечественной войны 1 степени (23.09.1943);
- Орден Красной Звезды (02.12.1942);
- Медали.